# Alvey Augustus Adee
Alvey Augustus Adee (1842-1924) fou un diplomàtic nord-americà nascut a Astoria (Nova York).
Va iniciar la carrera com a secretari de la legació a Madrid (1870); fou tercer subsecretari d'estat el 1882 i segon a partir de 1886; va participar en les negociacions que van suposar el final de la Rebel·lio dels Bòxers a la Xina el 1900, i poc després en les negociacions del Tractat de París que van posar fi a la Guerra Hispano-Americana.